# Carl Schenkel
Carl Schenkel (* 8. Mai 1948 in Bern; † 1. Dezember 2003 in Los Angeles, Kalifornien) war ein Schweizer Filmregisseur und Drehbuchautor.

## Leben
Schenkel studierte in Frankfurt am Main Soziologie und Volkswirtschaft. Er begann seine Laufbahn beim Film 1973 als Regieassistent (so auch bei dem Exploitationsfilm Das Teufelscamp der verlorenen Frauen). 1979 debütierte er als Regisseur unter dem Pseudonym Carlo Ombra mit Graf Dracula (beisst jetzt) in Oberbayern.
Den ersten grossen Erfolg hatte er 1984 mit Abwärts, mit Götz George, Wolfgang Kieling und Renée Soutendijk in den Hauptrollen, der junge Hannes Jaenicke wurde durch den Film bekannt. Da die Anschlussangebote aus Deutschland unbefriedigend waren, ging er in die USA, wo er 1988 seine erste amerikanische Produktion inszenierte.
Mit der Verfilmung von Zwei Frauen gelang ihm 1989 in Deutschland ein Achtungserfolg bei Kritikern. Mit George Peppard und Rip Torn waren auch Hollywood-Schauspieler in Nebenrollen engagiert. Sein kommerziell erfolgreichster Film war Knight Moves – Ein mörderisches Spiel mit Christopher Lambert, Diane Lane und Tom Skerritt. In Deutschland hatte der Film zwei Millionen Zuschauer, er floppte allerdings in den Vereinigten Staaten.
Carl Schenkel starb Anfang Dezember 2003 im Alter von 55 Jahren in seiner Wahlheimat Los Angeles an Herzversagen.

## Filmografie (Auswahl)
- 1979: Graf Dracula (beisst jetzt) in Oberbayern
- 1981: Kalt wie Eis
- 1984: Abwärts
- 1987: Die Hexen von Bay Cove (Bay Coven)
- 1989: Big Bad Man (The Mighty Quinn)
- 1989: Zwei Frauen
- 1989: The Edge (Regie zusammen mit Nicholas Kazan und Luis Mandoki)
- 1990: Mörderischer Schatten (Silhouette)
- 1992: Knight Moves – Ein mörderisches Spiel (Knight Moves)
- 1994: Von Eifersucht besessen (Beyond Betrayal)
- 1995: Exquisite Tenderness – Höllische Qualen; auch: Die Bestie im weißen Kittel (Exquisite Tenderness)
- 1996: In the Lake of the Woods
- 1997: Kalte Küsse
- 1998: Tarzan und die verlorene Stadt (Tarzan and the Lost City)
- 2000: Missing Pieces
- 2001: Feindliche Übernahme – althan.com
- 2001: Mord im Orient-Express (Murder on the Orient Express)